# Haaks
Haaks är ett svenskt coverband från Hamburgsund i Västra Götalands län. Bandet bildades 1993 av bröderna Johan och Jonas Hakeröd och har sedan dess blivit ett av Sveriges mest anlitade coverband.
Under coronaviruspandemin började bandet att streama livespelningar på Facebook, vilket ökade bandets popularitet markant.